# Genossenschaftsbrauerei Rötz
Die Genossenschaftsbrauerei Rötz e.G. ist eine als Genossenschaft geführte Bierbrauerei in Rötz im oberpfälzischen Landkreis Cham. Die Gründung der Genossenschaft erfolgte 1921, in der Eigendarstellung bezieht man die nachweislichen Brauereirechte von Genossenschaftsmitgliedern ab der Vergabe 1812 mit ein. 2021 hatte die Genossenschaft 37 Mitglieder, darunter auch Gaststätten.
Die Brauerei hatte 2008 eine Jahresproduktion von 7000 Hektolitern. Die Produktpalette der Brauerei umfasst u. a. die Biersorten Josefi-Märzen und Guttensteiner Halbe.